# E.R. (obra teatral)
E.R. és una obra de teatre del dramaturg català Josep Maria Benet i Jornet, estrenada el 26 d'octubre de 1994 al Teatre Lliure de Barcelona. Guanyadora del premi Crítica Serra d'Or i del Premi Nacional de Literatura Dramàtica de 1995, l'obra és un joc metateatral, de teatre dins del teatre, on es desdibuixen les fronteres entre realitat i ficció. Ventura Pons en va fer una adaptació cinematogràfica titulada Actrius, estrenada el 1997 i amb guió adaptat pel mateix Benet i Jornet.

## Argument
Tres actrius madures rememoren la personalitat de la seva mestra, Empar Ribera, les inicials de la qual configuren el títol de l'obra, quan una jove estudiant d'art dramàtic les entrevista per preparar-se les proves de selecció per representar el paper d'Empar Ribera de jove en una obra. Les tres dones han seguit camins professionals diferents: la Glòria Marc ha esdevingut una diva internacional i en certa manera la continuadora de la carrera de Ribera; l'Assumpta Roca s'ha convertit en una estrella popular de la televisió, i el talent de la Maria Caminal ha passat a segon terme, als estudis de doblatge.
A través de les sis escenes de l'obra, i d'alguns paral·lelismes en les trobades amb cadascuna de les actrius, la noia jove descobreix progressivament les contradiccions respecte de les diverses versions del passat, la mort enigmàtica d'una quarta companya, l'Anna, així com la vigència de la competitivitat i els vells ressentiments entre les tres deixebles. La noia no resta exempta d'aquesta càrrega, ja que, sense ser-ne conscient al començament, el motiu pel qual va voler ser actriu té a veure amb un teatret que havia pertangut a Empar Ribera i que ella acaba cremant al final de l'obra. Aquest teatret de cartó, símbol de l'obra i de l'herència de l'actriu i professora Ribera, també du impreses les inicials E.R.

## Significació
E.R. pot ser llegida com una paràbola sobre el món teatral, tot i que Benet i Jornet també utilitza el fet teatral com un pretext per reflectir qüestions profundes de la vida, com ara la por de l'ésser humà al pas del temps i l'obsessió per eludir la certesa de l'existència efímera amb un llegat perdurable. El teatret de cartó que Empar Ribera va regalar a les seves alumnes, i que ara té la jove estudiant, simbolitza aquest desig de transcendència de la professora, al mateix temps que materialitza la rivalitat de les actrius per assolir l'èxit. La fredor de la pugna acaba amb un foc purificador, un gest radical que ve a sumar-se a les altres pèrdues: d'ideals, de desigs, d'amistats.
De fet, les tres amigues no només comparteixen un passat, sinó la interdependència entre elles per tal de conservar la pròpia identitat en el present i a través de la memòria. L'obra mostra que no hi ha una sola veritat, sinó diversos punts de vista sobre una mateixa història, que es contradiuen i es complementen.
L'obra també conté una referència al mite d'Ifigènia, que esdevé una altra excusa per fer emergir, de nou, lectures diferents de l'art i de la vida.

## Versions
L'estrena de 1994 al Teatre Lliure va comptar amb la direcció de Josep Montanyès i amb Marta Angelat, Mercè Arànega i Maife Gil com a protagonistes i Montse Esteve en el paper de Noia. Malgrat que Benet i Jornet s'havia inspirat en persones reals a l'hora de crear els personatges, la crítica va destacar la destresa de les intèrprets per fer oblidar al públic els «models originals». La versió cinematogràfica de Ventura Pons comptava amb Núria Espert, Rosa Maria Sardà i Anna Lizaran com a protagonistes i Mercè Pons en el paper de la Noia. Es creu que Núria Espert i Rosa Maria Sardà van ser dues de les actrius que van inspirar Benet i Jornet per crear alguns dels personatges de l'obra.

## Curiositats
Tal com va confessar el mateix autor a la «Nota inicial» de l'edició del llibre de l'obra, el personatge fictici d'Empar Ribera va ser creat a partir de l'obra Plany en la mort d'Enric Ribera, de Rodolf Sirera: Empar Ribera és la germana del protagonista fictici de l'obra de Sirera.
L'obra ha estat traduïda al castellà, a l'anglès, al francès i al portuguès.